# ルパート王子の立方体

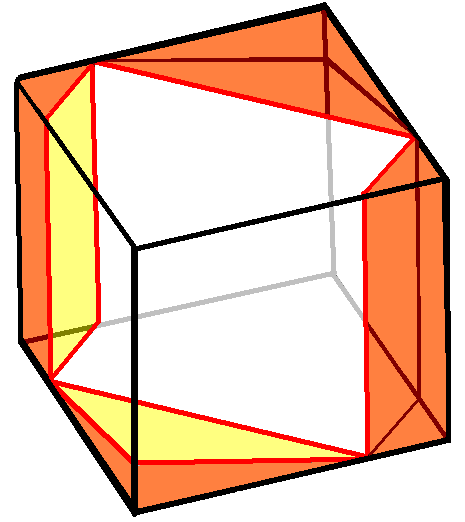
ルパート王子の立方体が通過できるだけの穴を開けた単位立方体。

幾何学におけるルパート王子の立方体（ルパートおうじのりっぽうたい、英: Prince Rupert's cube、名称はカンバーランド公ルパートに由来）とは、単位立方体（辺の長さが1の立方体）に貫通した穴を（2つ以上に分裂することなしに）通過できるような最大の立方体である。その1辺の長さは通過する相手である単位立方体より約6%長い。単位立方体に完全に含まれるような最大の正方形を求める問題と密接に関係しており、解も同じである。
カンバーランド公ルパートが問うた元々の問題は「立方体を、それと同じ大きさのもう一つの立方体に貫通させられるか？」であった。

## 解

各辺長が付された単位立方体の斜方投影。緑色の一点鎖線は穴（青色の破線）を通る単位正方形 （単位立方体の断面）。

単位立方体の隣接する2辺上に、共通の頂点からの距離が 3/4 であるようにそれぞれ点をとると、2点間の距離は
{\displaystyle {\frac {3{\sqrt {2}}}{4}}\approx 1.0606601}
これらの2点および、この2辺を含む面と対になる面上に（立方体の中心について）点対称となるようにとった2点とは、単位立方体に完全に含まれるような正方形の4頂点をなす。この正方形を垂直な両方向に押し出すことで、元の立方体より大きな立方体（1辺が {\displaystyle {\tfrac {3{\sqrt {2}}}{4}}} 以内）が通過できる穴を開けることができる。
穴を開けた後の単位立方体は、2個の三角柱と、2個の不等辺な三角錐が正方形の4頂点のところで太さのない橋で連結された立体からなる。
どちらの三角柱も、立方体の隣接する2頂点・頂点から 1/4 の距離にある辺上の4点を6頂点とする。どちらの三角錐も、立方体の1頂点・そこから 3/4 の距離にある辺上の2点・3/16 の距離にある第3の辺上の1点を4頂点とする。

## 歴史
ルパート王子の立方体の名称はカンバーランド公ルパート（プリンス・ルパート）にちなんでいる。1693年にイギリスの数学者ジョン・ウォリスにより詳述された記録によれば、プリンス・ルパートは立方体に穴を開けて、それと同じ大きさの立方体を通すことができるのだと主張する賭けを行ったという。ウォリスは実際にそのような穴を開けられることを示し（ただしいくつかの誤りが含まれていてずっと後になるまで修正されなかった）、プリンス・ルパートは賭けに勝った。
ウォリスは、穴は立方体の体対角線と平行だと考えた。体対角線に垂直な平面への正投影図は正六角形になり、最良の穴はこの六角形に含まれる最大の正方形を見出すことで求まる。このような正方形の辺長の計算すると、1辺の長さが
{\displaystyle {\sqrt {6}}-{\sqrt {2}}\approx 1.03527}
と僅かに1を上回る立方体を通せることがわかる。
およそ100年後、オランダの数学者ピーテル・ニーウラントは、体対角線方向とは別の角度から穴を開けることでより良い解が得られることを発見した（実は最適解でもあった）。ニーウラントは1794年（ライデン大学で教授職を得た1年後だった）に亡くなったが、彼の解は指導教師のジャン・ヘンリ・ファン・スウィンデンにより1816年に遺作として公刊された。
それ以来、この問題は多くのレクリエーション数学の本に繰り返し現れたが、時には最適解ではなくウォリスの非最適解が載っていることもある。

## 一般化
自分自身のコピーを通り抜けさせることのできる正多面体は立方体だけではない。正四面体と正八面体でも同じことができる。
この問題を別の言い方で表現すれば、単位立方体に含まれるような最大の正方形を求めよという問いになる。より一般的に、Jerrard & Wetzel (2004)は与えられたアスペクト比を持ち、単位立方体に含まれるような最大の長方形を求める方法を示した。彼らが示すように、最適な長方形は常に立方体の中心を通り、頂点は立方体の辺上になければならない。これに基づき彼らは、実現したいアスペクト比に依存して、最適な長方形は立方体の4頂点を通って面を対角線で切ってできる平面上に乗っているか、もしくはルパート王子の立方体と同じように、立方体の1頂点にできる直角二等辺三角形および（立方体の中心についての）点対称の位置にできるもう一方の直角二等辺三角形の各斜辺を対辺とするものでなければならないことを示した。アスペクト比に制約がない場合、立方体に収まる最大面積の長方形は、立方体の最も遠い2辺・立方体の2面の対角線をあわせて4辺とする長方形となる。
一方で、{\displaystyle n}-次元超単位立方体の中に納まるような最大の {\displaystyle m}-次元超立方体の辺長を問うこともできる。解は常に代数的数になる。例えば {\displaystyle (m,n)=(3,4)} のとき、問題は4次元超立方体に含まれる最大の立方体を求めるものとなる。マーティン・ガードナーが『サイエンティフィック・アメリカン』上でこの問題を提案した後、Kay R. Pechenick DeVicci や他の何人かの読者が、(3,4) の場合の解は多項式 {\displaystyle 4x^{4}-28x^{3}-7x^{2}+16x+16} の2つの実数根のうち小さい方の正の平方根であることを証明した。これを算出すると約1.007435になる。{\displaystyle m=2} に対しては、{\displaystyle n}-次元超立方体に含まれる最大の正方形の1辺は {\displaystyle n} が偶数であれば {\displaystyle {\sqrt {n/2}}} 、奇数であれば {\displaystyle {\sqrt {n/2-3/8}}} である。